# Rozmajerovac
Rozmajerovac  je selo u Hrvatskoj, regiji Slavonija u Osječko-baranjskoj županiji i pripada gradu Našice.

## Zemljopisni položaj
Rozmajerovac se nalazi na 45° 22' 21" sjeverne zemljopisne širine i 18° 6' 52" istočne zemljopisne dužine te na 152 metara nadmorske visine i na južnim obroncima Krndije uz rijeku Londžu. Sjeverno od Rozmajerovca nalazi se selo Granice,  sjeverozapadno Polubaše, jugoistočno Paučje u općini Levanjska Varoš, a zapadno Mokreš te Stari Zdenkovac i Novi Zdenkovac sela u općini Čaglin u susjednoj Požeško-slavonskoj županiji. Pripadajući poštanski broj je 31500 Našice, telefonski pozivni 031 i registarska pločica vozila NA (Našice). Površina katastarske jedinice naselja Rozmajerovac je 1, 81 km·102, a pripada katastarskoj općini Granice.

## Stanovništvo
| broj stanovnika |       |       |       |       |       | 196   | 181   | 298   | 321   | 317   | 217   | 129   | 62    | 58    | 35    | 25    | 14    |
|                 | 1857. | 1869. | 1880. | 1890. | 1900. | 1910. | 1921. | 1931. | 1948. | 1953. | 1961. | 1971. | 1981. | 1991. | 2001. | 2011. | 2021. |

Iskazuje se kao dio naselja od 1910. Do 1931. pod imenom Londža. Od 1948. iskazuje se kao naselje pod imenom Rozmajerovac. 
Prema prvim rezultatima Popisa stanovništva 2011. u Rozmajerovcu je živjelo 25 stanovnika u 9 kućanstva.

## Povijest
U selu postoji zvonik koji je posvećen Sv. Florijanu koji se slavi 4. svibnja i tada se u selu slavi crkveni god ili kirvaj. Rozmajerovac uz susjedne Polubaše najmanja su sela u našičkom kraju koja se suočavaju s odlaskom stanovništva i u budućnosti mogućnošću nestanka samog mjesta. 

## Vanjska poveznica
- http://www.nasice.hr/

.